# Marc Minkowski
Marc Minkowski (París, 4 de octubre de 1962)  es un director de orquesta francés, especialmente conocido por sus interpretaciones de la música del Barroco francés. Es hijo de Alexandre Minkowski, pediatra francés, hijo a su vez de padres judíos oriundos de las zonas ruso-polacas del Báltico, uno de los precursores de la neonatología. Marc Minkowski también es caballero de la Orden Nacional del Mérito

## Vida y carrera
Minkowski comenzó su carrera musical como fagot en diferentes conjuntos orquestales dedicados a la interpretación de música antigua con instrumentos originales, como el Clemencic Consort o Les Arts Florissants. Posteriormente estudió dirección orquestal con Charles Bruck en Estados Unidos.
En 1982 fundó en París el conjunto Les Musiciens du Louvre, cuya actividad se dirige principalmente a la interpretación, con instrumentos originales, del repertorio barroco y clásico, con especial énfasis en los compositores franceses, como Marin Marais (ópera Alcione), Jean-Joseph Mouret (ópera Les amours de Ragonde), Marc-Antoine Charpentier, Jean-Baptiste Lully (ópera Phaëton en la Opéra National de Lyon) y Jean-Philippe Rameau (ópera Hippolyte et Aricie). El conjunto también ha recuperado algunas óperas poco conocidas de Handel, como Teseo, Amadigi, Riccardo Primo y Ariodante, así como varias óperas de Christoph Willibald Gluck incluyendo Armide (en el Centre de Musique Baroque de Versailles), Alceste e Iphigénie en Tauride (en el English Bach Festival en la Royal Opera House).
En 1996, Les Musiciens du Louvre se trasladaron a Grenoble, y tienen su sede en la Maison de la Culture de Grenoble. The Guardian incluyó a Les Musiciens du Louvre-Grenoble entre las mejores orquestas del mundo a propósito de Les nuits d'été de Berlioz que ofrecieron, junto a Anne Sofie von Otter, en los BBC Proms londinenses de 2009.  
Minkowski explica así su visión de la música: “La música no puede sufrirse. Tampoco disfrutarse en soledad. Quiero decir que dirigir es un acto de comunión. Mi trabajo consiste en generar atmósferas y en evocar emociones. No soy un mero técnico de sonido que ajusta la orquesta y se marcha. Estoy al servicio de los músicos y de la partitura”.
A lo largo de la carrera de Minkowski, su interés se ha ido desplazando desde la música barroca orquestal hacia la ópera. En 1996 dirigió Idomeneo, de Mozart en la Ópera Nacional de París y El rapto en el serrallo en  el Festival de Salzburgo en 1997. Desde entonces ha dirigido Las bodas de Fígaro en el Festival de Aix en Provence, Mitridate, re di Ponto en  Salzburgo, La flauta mágica en la Trienal del Ruhr y Madrid, Giulio Cesare en Ámsterdam, París y Zúrich (con Cecilia Bartoli), Il Trionfo del Tempo e del Disinganno en Zúrich, Iphigénie en Tauride, La favorita y otras muchas. Se ha distinguido también por la interpretación y grabación de diversas obras escénicas de Jacques Offenbach: Orphée aux Enfers, La belle Hélène y  La Grande-Duchesse de Gérolstein.
Además de con su conjunto de instrumentos originales, Minkowski ha trabajado frecuentemente con la Mahler Chamber Orchestra, la  Filarmónica de Berlín, Orchestre de Paris, la Filarmónica de Los Ángeles, el Mozarteum de Salzburg y la Staatskapelle Dresden.
En 2008 recibe el nombramiento de Director Musical de la Orquesta Sinfonia Varsovia. Desde 2013 es director artístico de la "Semana Mozart" (Mozartwoche) de Salzburgo.
En julio de 2015 se anuncia su nombramiento, a partir de junio de 2016, como director general de la Ópera Nacional de Burdeos.